# Championnats de France de natation 2024
Navigation
Rennes 2023 Montpellier 2025
Les Championnats de France de natation 2024 ont lieu à Chartres du 16 au 21 juin 2024, au sein du complexe de L'Odyssée.
Ces championnats permettent aux meilleurs athlètes de se qualifier pour les Jeux olympiques de 2024 .

## Podiums

### Hommes
| Discipline | Médaille d'or    | Performance    | Médaille d'argent    | Performance    | Médaille de bronze   | Performance    |
| Nage libre |                  |                |                      |                |                      |                |
| 50 m       | Florent Manaudou | 21 s 54        | Maxime Grousset      | 21 s 67        | Pierre Lebois        | 22 s 18        |
| 100 m      | Maxime Grousset  | 47 s 33        | Rafael Fente Damers  | 48 s 14        | Guillaume Guth       | 48 s 62        |
| 200 m      | Hadrien Salvan   | 1 min 46 s 72  | Yann Le Goff         | 1 min 47 s 05  | Wissam-Amazigh Yebba | 1 min 47 s 21  |
| 400 m      | Ahmed Jaouadi    | 3 min 46 s 10  | David Aubry          | 3 min 46 s 46  | Joris Bouchaut       | 3 min 49 s 21  |
| 800 m      | Ahmed Jaouadi    | 7 min 45 s 31  | Pacome Bricout       | 7 min 48 s 63  | David Aubry          | 7 min 49 s 44  |
| 1 500 m    | Ahmed Jaouadi    | 14 min 48 s 69 | David Aubry          | 14 min 51 s 03 | Damien Joly          | 14 min 51 s 62 |
| Papillon   |                  |                |                      |                |                      |                |
| 50 m       | Maxime Grousset  | 22 s 87        | Michel Arkhangelsky  | 23 s 30        | Clément Secchi       | 23 s 43        |
| 100 m      | Maxime Grousset  | 50 s 59        | Clément Secchi       | 51 s 17        | Mehdy Metella        | 51 s 30        |
| 200 m      | Léon Marchand    | 1 min 54 s 08  | Noyan Taylan         | 1 min 56 s 17  | Sandro Henras-Marouf | 2 min 00 s 22  |
| Dos        |                  |                |                      |                |                      |                |
| 50 m       | Mewen Tomac      | 24 s 83        | Lysander Osman       | 25 s 37        | Antoine Herlem       | 25 s 40        |
| 100 m      | Mewen Tomac      | 52 s 88        | Yohann Ndoye-Brouard | 52 s 90        | Michel Arkhangelsky  | 53 s 70        |
| 200 m      | Mewen Tomac (RF) | 1 min 55 s 54  | Yohann Ndoye-Brouard | 1 min 56 s 48  | Antoine Herlem       | 1 min 56 s 98  |
| Brasse     |                  |                |                      |                |                      |                |
| 50 m       | Carl Aitkaci     | 27 s 51        | Jérémie Delbois      | 27 s 68        | Pierre Goudeneche    | 27 s 85        |
| 100 m      | Antoine Viquerat | 1 min 00 s 07  | Carl Aitkaci         | 1 min 00 s 69  | Lucien Vergnes       | 1 min 00 s 77  |
| 200 m      | Léon Marchand    | 2 min 08 s 95  | Antoine Viquerat     | 2 min 09 s 95  | Antoine Marc         | 2 min 10 s 16  |
| 4 nages    |                  |                |                      |                |                      |                |
| 200 m      | Léon Marchand    | 1 min 56 s 33  | Yohann Ndoye-Brouard | 1 min 59 s 12  | Jaouad Syoud         | 2 min 00 s 04  |
| 400 m      | Léon Marchand    | 4 min 10 s 62  | Émilien Mattenet     | 4 min 16 s 22  | Jaouad Syoud         | 4 min 19 s 91  |

### Femmes
| Discipline | Médaille d'or            | Performance    | Médaille d'argent        | Performance    | Médaille de bronze  | Performance    |
| Nage libre |                          |                |                          |                |                     |                |
| 50 m       | Béryl Gastaldello        | 24 s 51        | Mélanie Henique          | 24 s 53        | Marie Wattel        | 24 s 57        |
| 100 m      | Marie Wattel             | 53 s 61        | Béryl Gastaldello        | 53 s 71        | Mary-Ambre Moluh    | 54 s 08        |
| 200 m      | Lucile Tessariol         | 1 min 59 s 29  | Anastasiia Kirpichnikova | 1 min 59 s 88  | Marina Jehl         | 2 min 00 s 04  |
| 400 m      | Anastasiia Kirpichnikova | 4 min 06 s 87  | Lucile Tessariol         | 4 min 10 s 38  | Valentine Leclercq  | 4 min 14 s 83  |
| 800 m      | Anastasiia Kirpichnikova | 8 min 26 s 38  | Anna Egorova             | 8 min 34 s 30  | Lucile Tessariol    | 8 min 41 s 62  |
| 1 500 m    | Anastasiia Kirpichnikova | 15 min 59 s 95 | Lisa Pou                 | 16 min 41 s 26 | Clémence Coccordano | 16 min 45 s 77 |
| Papillon   |                          |                |                          |                |                     |                |
| 50 m       | Mélanie Henique          | 25 s 60        | Maty Ndoye-Brouard       | 26 s 51        | Albane Cachot       | 26 s 55        |
| 100 m      | Marie Wattel             | 57 s 49        | Lilou Ressencourt        | 58 s 81        | Maty Ndoye-Brouard  | 1 min 00 s 20  |
| 200 m      | Lara Grangeon            | 2 min 09 s 26  | Lilou Ressencourt        | 2 min 09 s 30  | Juliette Marchand   | 2 min 11 s 76  |
| Dos        |                          |                |                          |                |                     |                |
| 50 m       | Analia Pigrée            | 27 s 61        | Mary-Ambre Moluh         | 27 s 73        | Emma Terebo         | 27 s 90        |
| 100 m      | Emma Terebo              | 58 s 79        | Béryl Gastaldello        | 59 s 17        | Mary-Ambre Moluh    | 59 s 29        |
| 200 m      | Emma Terebo              | 2 min 08 s 53  | Pauline Mahieu           | 2 min 09 s 28  | Lou-Anne Guiton     | 2 min 12 s 15  |
| Brasse     |                          |                |                          |                |                     |                |
| 50 m       | Florine Gaspard          | 30 s 71        | Cyrielle Duhamel         | 31 s 75        | Chloé Braun         | 31 s 89        |
| 100 m      | Charlotte Bonnet         | 1 min 07 s 48  | Lucie Vasquez            | 1 min 08 s 83  | Adèle Blanchetière  | 1 min 09 s 27  |
| 200 m      | Zia Dupont               | 2 min 28 s 12  | Adèle Blanchetière       | 2 min 29 s 43  | Lucie Vasquez       | 2 min 29 s 57  |
| 4 nages    |                          |                |                          |                |                     |                |
| 200 m      | Charlotte Bonnet         | 2 min 11 s 18  | Cyrielle Duhamel         | 2 min 13 s 43  | Bertille Cousson    | 2 min 15 s 06  |
| 400 m      | Cyrielle Duhamel         | 4 min 40 s 96  | Camille Tissandié        | 4 min 49 s 21  | Manon Domingeon     | 4 min 51 s 99  |